# Субботина, Татьяна Михайловна
Татья́на Миха́йловна Суббо́тина (род. 18 июня 1954, Бея, Красноярский край) — российский ютубер, ведущая собственного канала под названием «Канал Татьяны».

## Творчество
Начала деятельность на YouTube в 2013 (или 2014) году с видеороликов о своей жизни в Таиланде, со временем переквалифицировав канал для показа обучающих видео по видеомонтажу, в частности — использования хромакея («зелёный экран)». Показывая на своих примерах использование «зелёнки» для замены фона, в 2017 году снискала широкую известность как среди русскоязычной, так и среди иностранной аудитории. В апреле того же года участвовала в телепередаче «Вечерний Ургант», а по итогам года в рамках YouTube Rewind стала одним из трендов, попав в выпуск серии.